# Хальфин, Халит-Гали Аскарович
Хали́т-Гали́ Аска́рович Ха́льфин (10 марта 1925, Акмолинск — 31 августа 2007) — организатор производства, шахтёр, директор шахты «Михайловская» (1967—1973) и шахты 50-летия Октябрьской Революции (1973—1978). Лауреат Государственной премии СССР (1972). Полный кавалер Знака «Шахтёрская Слава».

## Биография
Родился 10 марта 1925 года родился в Акмолинске. Позднее его семья была сослана в Кок-Терек Ташкентской области.
После начала Великой Отечественной войны 17-летним подростком ушёл добровольцем на фронт. Служил в военно-воздушном полку. Участвовал в Курской битве. После демобилизации в 1950 году возвратился в Казахстан. Окончил вечернюю школу.
С 1951 года обучался на факультете «Разработка пластовых месторождений» Казахского горно-металлургического института, который окончил в 1956 году. Потом работал горным мастером и начальником добычного участка на шахте № 38 в Караганде.
Будучи начальником добычного участка, освоил и применил в производстве комбайн К-52Ш, в результате чего добыча угля на участке Халит-Гали Хальфина в четыре раза превысила средние показатели на шахтах Карагандинского угольного бассейна. В марте — апреле 1967 года добычный участок установил республиканский рекорд, добыв 60 038 тонн угля за один месяц. После этого трудового достижения Халит-Гали Хальфина назначили главным инженером шахты «Стахановская».
После аварии на шахте «Михайловская» был назначен её директором. Вывел шахту в число передовых на Карагандинском месторождении, сменив инженерный состав и внедрив в производство передовые методы организации труда, механизированного комплекса КМ-81. Добыча угля возросла с 623 тонн угля в 1968 году до 1236 тонн в 1972 году. Шахта ежегодно перевыполняла план. В 1972 году награждён Государственной премией СССР «за разработку и внедрение высокоэффективной технологии добычи угля, концентрацию производства на базе применения комплексных средств механизации в Карагандинском угольном бассейне».
В 1973 году на шахте применили механизированный комплекс КМ-81Ш и комбайн КШ-3М Горловского завода, в результате среднесуточная добычи угля на шахте составила 5710 тонн угля, на отдельных участках было добыто 177 023 тонны угля в месяц, проход в лаве составил 315,2 метра за месяц, а себестоимость тонны угля составила 0,74 рубля. В 1973 году был назначен директором шахты имени 50-летия Октябрьской революции.
В 1978 году подал в отставку и стал работать инженером по экологии. В 1980 году вышел на пенсию.
Скончался в 2007 году.
Награды
- Герой Социалистического Труда — указом Президиума Верховного Совета СССР 28 августа 1948 года
- Орден Ленина
- Орден Трудового Красного Знамени